# Paul von Radivojevich
Paul von Radivojevich, né en 1759 à Szentendre en Hongrie et mort le 15 juillet 1829 à Vérone en Lombardie-Vénétie, est un militaire autrichien d'origine hongroise qui combattit au service de la monarchie de Habsbourg. 

## Biographie
Il entra en service dans l'armée autrichienne en 1782 et participa à l'une des toutes premières batailles des guerres de la Révolution française. Il commanda ensuite un régiment d'infanterie grenz avant d'être promu au grade de général en 1807. Il dirigea une brigade à la bataille d'Eckmühl en 1809, une division à l'été 1813 et enfin un corps d'armée à Caldiero la même année et sur le Mincio en 1814. Au cours de la campagne d'Italie de 1815, il fut à nouveau à la tête d'un corps d'armée en Suisse, au Piémont et en France. Après la guerre, il fut nommé responsable d'une partie des frontières militaires. Il fut également propriétaire d'un régiment d'infanterie autrichien de 1815 jusqu'à sa mort.